# Сталин и шахматы

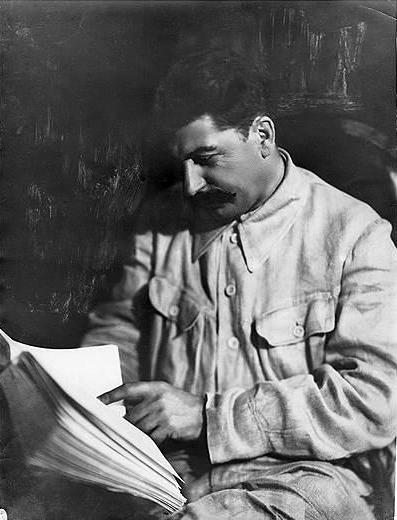
Иосиф Сталин читает (1920—1930-е)

Сталин и шахматы — тема, которая привлекает внимание современных историков шахмат, психологов, писателей и кинематографистов, крупных шахматистов нашего времени. Пристальный интерес средств массовой информации она вызвала в связи с широким обсуждением специалистами в области истории шахмат партии, атрибутируемой некоторыми исследователями Сталину и народному комиссару внутренних дел СССР Николаю Ежову. Обсуждение подлинности данной партии постепенно переросло в обсуждение более широкой проблемы — использования шахмат в пропагандистском и идеологическом направлениях деятельности ВКП(б). Поставлена была также проблема личной симпатии Сталина к отдельным советским шахматистам и её мотивов.

## Документальные свидетельства и историография проблемы
С одной стороны, по убеждению большинства историков шахмат, достоверных документальных свидетельств того, что Сталин играл в шахматы и всерьёз интересовался теорией и практикой шахматной игры, не существует. Среди сторонников данной точки зрения — гроссмейстеры Марк Тайманов, Геннадий Сосонко, шахматист и шахматный публицист Юрий Авербах, историк шахмат Исаак Линдер. В 1925 году чемпион мира, гроссмейстер Хосе Рауль Капабланка в Москве дал сеанс одновременной игры советским партийным и государственным деятелям (участвовали крупные советские политики: Климент Ворошилов, Валериан Куйбышев, Николай Крыленко, за партиями наблюдали Михаил Калинин и Григорий Орджоникидзе). Сталин на сеансе отсутствовал. В 1948 году в передаче советского радио на Югославию было заявлено, что Иосип Броз Тито считает себя сильным шахматистом, но на самом деле мало смыслит в этой игре. Тито в ответ предложил всему советскому Политбюро (в состав которого входил и Сталин) дать сеанс одновременной игры в шахматы, при этом он был готов дать каждому участнику такого состязания фору — коня. Предложение осталось без ответа.
С другой стороны, существует достаточно большое количество документальных свидетельств живого интереса Сталина к шахматному движению в СССР, его попыток использовать шахматы в интересах укрепления международного авторитета страны, например, воспоминания чемпиона мира по шахматам Михаила Ботвинника, претендента на шахматную корону Марка Тайманова, супруги чемпиона мира Хосе Рауля Капабланки Ольги Капабланки-Кларк, которые она подтвердила в интервью газете «Нью-Йорк Таймс». Также известны воспоминания Михаила Чиаурели о своих шахматных поединках со Сталиным. Шахматами увлекался и старший сын, Яков Джугашвили, выигрывая все турниры во время обучения в электротехнической школе.

### Легенда об увлечении Сталина шахматами
Существует легендарный рассказ, который предположительно впервые появился в книге Ю. А. Ерзинкяна (1922—1996) «Невыдуманные истории. Весёлые страницы из невесёлого дневника кинорежиссёра». В его книге содержится якобы записанный со слов известного режиссёра Михаила Чиаурели, близкого Сталину человека, эпизод, посвящённый живому интересу Сталина к шахматной игре. Сталин якобы постоянно (на протяжении многих лет) играл с Чиаурели в шахматы, когда тот бывал в Москве. Однажды (по утверждению Ерзинкяна, это было в 1947 году) игра затянулась за полночь, партия осталась незаконченной. Сталин предложил Чиаурели переночевать у него, а утром продолжить партию, лично приготовил для гостя кожаный диван, подушку, плед и сказал:

«"…Всё забываю тебе сказать, Берия видел во сне, будто ты готовишь на меня покушение."
Меня бросило в холодный пот. Я инстинктивно сделал шаг к двери, но тут же осёкся. Сталин сделал вид, что не замечает моего замешательства. Зашторил окно, погасил светильник. Не спеша разделся, лёг. Включил ночник. Долго раскуривал трубку. Раскрыл томик Пушкина и погрузился в чтение. Пять мучительных, казавшихся вечностью, часов я пролежал на спине, сдавив дыхание, боясь шелохнуться — что, если Сталину почудится недобрым моё…
На рассвете Сталин отложил книгу, выключил ночник и, повернувшись к стенке, сказал:

— Ты что не спишь?. Это я так, пошутил… Ведь это только сон, пусть Берии… А ты, я вижу струсил… Выбрось эту чепуху из головы… Пока ты исправно проигрываешь в шахматы, Берия тебе не страшен. Сталин, уткнувшись в подушку, беззвучно рассмеялся»— Ерзинкян Ю. Е. Невыдуманные истории. Весёлые страницы из невесёлого дневника кинорежиссёра
Данный легендарный рассказ получил широкую известность и разошёлся по публицистической литературе в различных, часто значительно отличающихся друг от друга версиях.

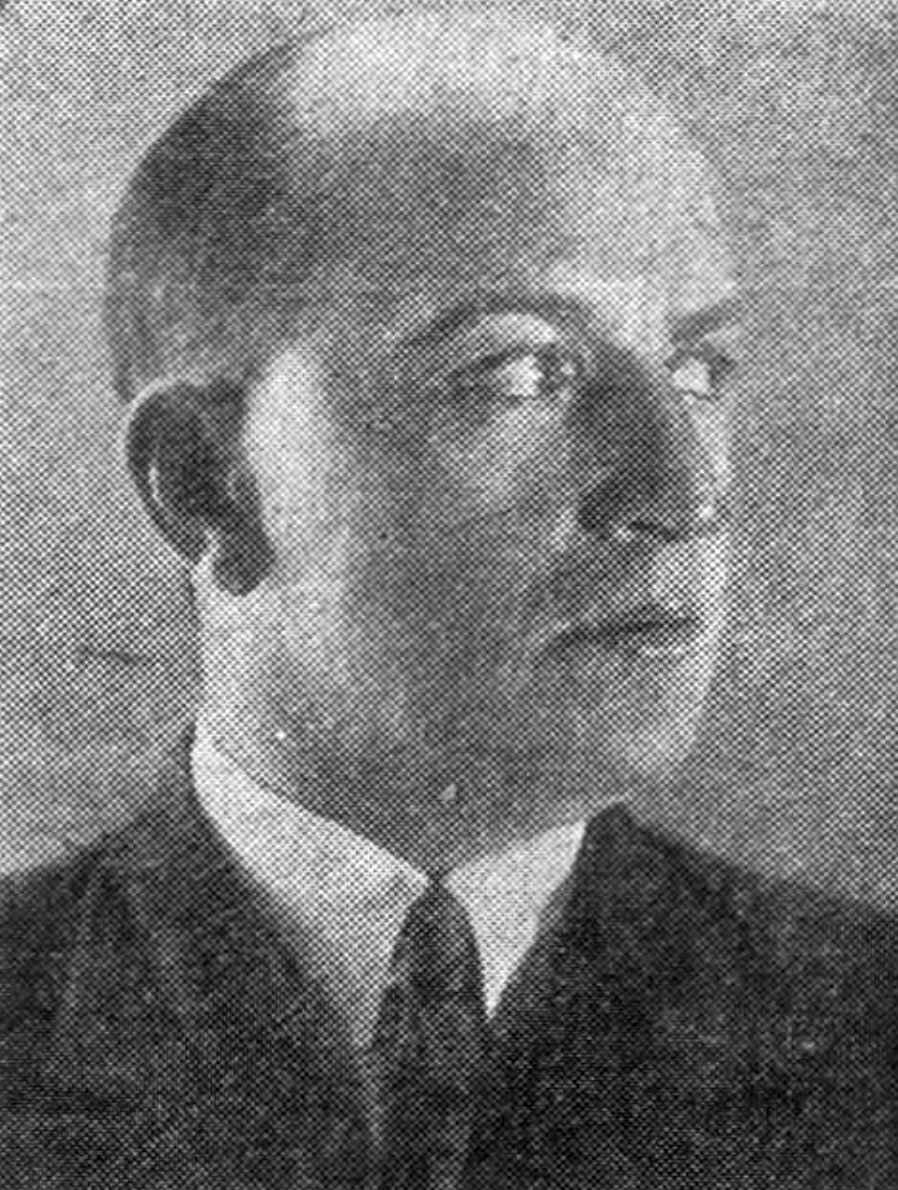
Михаил Чиаурели в 1938 году

«[Сталин пригласил Чиаурели поиграть в шахматы] …вдруг Сталин, думавший над очередным ходом, не отрывая глаз от шахматной доски, чуть покачал головой, хмыкнул и негромко сказал: „Приснится же такое!“ и замолчал. Прошло ещё несколько минут. Сталин снова, задумчиво глядя на шахматную доску, покачал головой и с тяжёлым вздохом повторил: „Приснится же такое!“
Чиаурели не посмел спросить, о чём идёт речь, но на этот раз Сталин сам пояснил: „Понимаешь, приснилось мне недавно, что ты стоишь рядом со мной и целишься в меня из пистолета…“ Эти слова он произнёс негромко и не отрывая глаз от шахматной доски. И только с последним словом поднял голову и посмотрел на гостя испытующе. Чиаурели похолодел… А Сталин, всё не отрывая своих рысьих глаз от лица друга, ещё раз повторил: „Приснится же такое!“ И сдвинул фигуры на шахматной доске, давая понять, что игра закончена. Помолчал, раздумывая о чём-то, и сухо предложил: „Уже поздно. Оставайся у меня. Поспишь на диване“… О сне не могло быть и речи. Тревожные мысли проносились в голове Чиаурели. Зачем всё это было нужно ЕМУ? Придумал ОН этот сон или он действительно приснился? В любом случае — зачем рассказал о нём своему гостю?..
…Вдруг послышался щелчок выключателя, шаги и лёгкий скрип открываемой двери. В комнате сразу посветлело. „Не дай Бог, если он поймёт, что я не сплю. Подумает, что совесть моя нечиста“. Чиаурели закрыл глаза. По звуку шагов понял, что Сталин приближается к дивану, вот подошёл вплотную и недвижимо встал над своим гостем, видимо, рассматривая его лицо… Эти несколько минут были, может быть, самыми страшными в жизни Чиаурели. Затем Сталин тяжело вздохнул и медленным шагом направился к двери. Она снова скрипнула, в комнате опять стало темно, и вслед за тем в соседней комнате щёлкнул выключатель. Всё затихло…
Чиаурели не спал всю ночь. Рано утром оделся, умылся, сестра-хозяйка принесла ему завтрак, он что-то съел для вида и уехал. Никто не чинил ему никаких препятствий…»

### Историография проблемы
В книге Энди Солтиса «Советские шахматы 1917—1991» (2014) речь идёт не только о влиянии политики Сталина на развитие шахмат, но и о его личных взаимоотношениях с рядом шахматистов и крупными руководителями шахматного движения в СССР. На русском языке были опубликованы две статьи, посвящённые проблеме подлинности шахматной партии Сталина с Ежовым. Одна из них принадлежит близкому другу и многолетнему сотруднику Михаила Ботвинника (Энди Солтис называет его «Viktor Malkin, a Botvinnik confidant») историку науки и специалисту в области шахматной психологии Виктору Малкину, другая написана известным шахматным журналистом и историком шахмат Валерием Асрияном. Эту же партию анализировал признанный специалист по истории шахмат Эдвард Уинтер.
Первую серьёзную попытку проанализировать на русском языке проблему «Сталин и шахматы» в целом предпринял бывший советский гроссмейстер, журналист и историк шахмат, эмигрировавший в 1976 году в Голландию, Геннадий Сосонко в своей большой статье «Back in the USSR». В ней он поднял широкий круг вопросов: о роли Сталина в шахматной судьбе Ботвинника, шахматных раритетах, связанных с именем Сталина, отражении шахматной тематики в иконографии Сталина.
Проблеме репрессий против шахматистов в 1930-е — начале 1950-х годов были посвящены две большие главы в книгах М. С. Мудрика («Легенда о шахматном городе») и Юрия Авербаха («О чём молчат фигуры»).

## Шахматы в выступлениях и работах Сталина
В речи на XVI Московской губернской партконференции 23 ноября 1927 года «Партия и оппозиция» Сталин говорил:

«Для оппозиции партия есть шахматная доска. Борясь против партии, она делает те или иные шахматные ходы. Она сегодня подаёт заявление об уничтожении фракционности. Она завтра плюёт на своё же собственное заявление. Она через день подаёт новое заявление для того, чтобы спустя несколько дней вновь оплевать своё же собственное заявление. Это есть для оппозиции шахматные ходы. Они — игроки, и только.

Не так смотрит рабочий класс на свою партию. Для рабочего класса партия есть не шахматная доска, а инструмент его освобождения. Для рабочего класса партия есть не шахматная доска, а жизненное средство для преодоления врагов, для организации новых побед, для окончательной победы социализма. Поэтому рабочий класс не может не смотреть с презрением на тех, кто превращает его партию, его святая святых, в шахматную доску для  шулерских упражнений оппозиционных игроков»— Сталин. Партия и оппозиция

## Сталин и шахматное движение в СССР
|   | a | b | c | d | e | f | g | h |   |
| - | --- | --- | --- | --- | --- | --- | --- | --- | - |
| 8 | e8 чёрная ладья · g8 чёрный король · e7 чёрная ладья · f6 белая ладья · g6 чёрная пешка · h6 белый ферзь · a5 чёрная пешка · d5 белая пешка · b4 чёрная пешка · e4 чёрная пешка · a3 белая пешка · b2 белая пешка · c2 белая пешка · f2 белая ладья · h2 белая пешка · g1 белый король | e8 чёрная ладья · g8 чёрный король · e7 чёрная ладья · f6 белая ладья · g6 чёрная пешка · h6 белый ферзь · a5 чёрная пешка · d5 белая пешка · b4 чёрная пешка · e4 чёрная пешка · a3 белая пешка · b2 белая пешка · c2 белая пешка · f2 белая ладья · h2 белая пешка · g1 белый король | e8 чёрная ладья · g8 чёрный король · e7 чёрная ладья · f6 белая ладья · g6 чёрная пешка · h6 белый ферзь · a5 чёрная пешка · d5 белая пешка · b4 чёрная пешка · e4 чёрная пешка · a3 белая пешка · b2 белая пешка · c2 белая пешка · f2 белая ладья · h2 белая пешка · g1 белый король | e8 чёрная ладья · g8 чёрный король · e7 чёрная ладья · f6 белая ладья · g6 чёрная пешка · h6 белый ферзь · a5 чёрная пешка · d5 белая пешка · b4 чёрная пешка · e4 чёрная пешка · a3 белая пешка · b2 белая пешка · c2 белая пешка · f2 белая ладья · h2 белая пешка · g1 белый король | e8 чёрная ладья · g8 чёрный король · e7 чёрная ладья · f6 белая ладья · g6 чёрная пешка · h6 белый ферзь · a5 чёрная пешка · d5 белая пешка · b4 чёрная пешка · e4 чёрная пешка · a3 белая пешка · b2 белая пешка · c2 белая пешка · f2 белая ладья · h2 белая пешка · g1 белый король | e8 чёрная ладья · g8 чёрный король · e7 чёрная ладья · f6 белая ладья · g6 чёрная пешка · h6 белый ферзь · a5 чёрная пешка · d5 белая пешка · b4 чёрная пешка · e4 чёрная пешка · a3 белая пешка · b2 белая пешка · c2 белая пешка · f2 белая ладья · h2 белая пешка · g1 белый король | e8 чёрная ладья · g8 чёрный король · e7 чёрная ладья · f6 белая ладья · g6 чёрная пешка · h6 белый ферзь · a5 чёрная пешка · d5 белая пешка · b4 чёрная пешка · e4 чёрная пешка · a3 белая пешка · b2 белая пешка · c2 белая пешка · f2 белая ладья · h2 белая пешка · g1 белый король | e8 чёрная ладья · g8 чёрный король · e7 чёрная ладья · f6 белая ладья · g6 чёрная пешка · h6 белый ферзь · a5 чёрная пешка · d5 белая пешка · b4 чёрная пешка · e4 чёрная пешка · a3 белая пешка · b2 белая пешка · c2 белая пешка · f2 белая ладья · h2 белая пешка · g1 белый король | 8 |
| 7 | e8 чёрная ладья · g8 чёрный король · e7 чёрная ладья · f6 белая ладья · g6 чёрная пешка · h6 белый ферзь · a5 чёрная пешка · d5 белая пешка · b4 чёрная пешка · e4 чёрная пешка · a3 белая пешка · b2 белая пешка · c2 белая пешка · f2 белая ладья · h2 белая пешка · g1 белый король | e8 чёрная ладья · g8 чёрный король · e7 чёрная ладья · f6 белая ладья · g6 чёрная пешка · h6 белый ферзь · a5 чёрная пешка · d5 белая пешка · b4 чёрная пешка · e4 чёрная пешка · a3 белая пешка · b2 белая пешка · c2 белая пешка · f2 белая ладья · h2 белая пешка · g1 белый король | e8 чёрная ладья · g8 чёрный король · e7 чёрная ладья · f6 белая ладья · g6 чёрная пешка · h6 белый ферзь · a5 чёрная пешка · d5 белая пешка · b4 чёрная пешка · e4 чёрная пешка · a3 белая пешка · b2 белая пешка · c2 белая пешка · f2 белая ладья · h2 белая пешка · g1 белый король | e8 чёрная ладья · g8 чёрный король · e7 чёрная ладья · f6 белая ладья · g6 чёрная пешка · h6 белый ферзь · a5 чёрная пешка · d5 белая пешка · b4 чёрная пешка · e4 чёрная пешка · a3 белая пешка · b2 белая пешка · c2 белая пешка · f2 белая ладья · h2 белая пешка · g1 белый король | e8 чёрная ладья · g8 чёрный король · e7 чёрная ладья · f6 белая ладья · g6 чёрная пешка · h6 белый ферзь · a5 чёрная пешка · d5 белая пешка · b4 чёрная пешка · e4 чёрная пешка · a3 белая пешка · b2 белая пешка · c2 белая пешка · f2 белая ладья · h2 белая пешка · g1 белый король | e8 чёрная ладья · g8 чёрный король · e7 чёрная ладья · f6 белая ладья · g6 чёрная пешка · h6 белый ферзь · a5 чёрная пешка · d5 белая пешка · b4 чёрная пешка · e4 чёрная пешка · a3 белая пешка · b2 белая пешка · c2 белая пешка · f2 белая ладья · h2 белая пешка · g1 белый король | e8 чёрная ладья · g8 чёрный король · e7 чёрная ладья · f6 белая ладья · g6 чёрная пешка · h6 белый ферзь · a5 чёрная пешка · d5 белая пешка · b4 чёрная пешка · e4 чёрная пешка · a3 белая пешка · b2 белая пешка · c2 белая пешка · f2 белая ладья · h2 белая пешка · g1 белый король | e8 чёрная ладья · g8 чёрный король · e7 чёрная ладья · f6 белая ладья · g6 чёрная пешка · h6 белый ферзь · a5 чёрная пешка · d5 белая пешка · b4 чёрная пешка · e4 чёрная пешка · a3 белая пешка · b2 белая пешка · c2 белая пешка · f2 белая ладья · h2 белая пешка · g1 белый король | 7 |
| 6 | e8 чёрная ладья · g8 чёрный король · e7 чёрная ладья · f6 белая ладья · g6 чёрная пешка · h6 белый ферзь · a5 чёрная пешка · d5 белая пешка · b4 чёрная пешка · e4 чёрная пешка · a3 белая пешка · b2 белая пешка · c2 белая пешка · f2 белая ладья · h2 белая пешка · g1 белый король | e8 чёрная ладья · g8 чёрный король · e7 чёрная ладья · f6 белая ладья · g6 чёрная пешка · h6 белый ферзь · a5 чёрная пешка · d5 белая пешка · b4 чёрная пешка · e4 чёрная пешка · a3 белая пешка · b2 белая пешка · c2 белая пешка · f2 белая ладья · h2 белая пешка · g1 белый король | e8 чёрная ладья · g8 чёрный король · e7 чёрная ладья · f6 белая ладья · g6 чёрная пешка · h6 белый ферзь · a5 чёрная пешка · d5 белая пешка · b4 чёрная пешка · e4 чёрная пешка · a3 белая пешка · b2 белая пешка · c2 белая пешка · f2 белая ладья · h2 белая пешка · g1 белый король | e8 чёрная ладья · g8 чёрный король · e7 чёрная ладья · f6 белая ладья · g6 чёрная пешка · h6 белый ферзь · a5 чёрная пешка · d5 белая пешка · b4 чёрная пешка · e4 чёрная пешка · a3 белая пешка · b2 белая пешка · c2 белая пешка · f2 белая ладья · h2 белая пешка · g1 белый король | e8 чёрная ладья · g8 чёрный король · e7 чёрная ладья · f6 белая ладья · g6 чёрная пешка · h6 белый ферзь · a5 чёрная пешка · d5 белая пешка · b4 чёрная пешка · e4 чёрная пешка · a3 белая пешка · b2 белая пешка · c2 белая пешка · f2 белая ладья · h2 белая пешка · g1 белый король | e8 чёрная ладья · g8 чёрный король · e7 чёрная ладья · f6 белая ладья · g6 чёрная пешка · h6 белый ферзь · a5 чёрная пешка · d5 белая пешка · b4 чёрная пешка · e4 чёрная пешка · a3 белая пешка · b2 белая пешка · c2 белая пешка · f2 белая ладья · h2 белая пешка · g1 белый король | e8 чёрная ладья · g8 чёрный король · e7 чёрная ладья · f6 белая ладья · g6 чёрная пешка · h6 белый ферзь · a5 чёрная пешка · d5 белая пешка · b4 чёрная пешка · e4 чёрная пешка · a3 белая пешка · b2 белая пешка · c2 белая пешка · f2 белая ладья · h2 белая пешка · g1 белый король | e8 чёрная ладья · g8 чёрный король · e7 чёрная ладья · f6 белая ладья · g6 чёрная пешка · h6 белый ферзь · a5 чёрная пешка · d5 белая пешка · b4 чёрная пешка · e4 чёрная пешка · a3 белая пешка · b2 белая пешка · c2 белая пешка · f2 белая ладья · h2 белая пешка · g1 белый король | 6 |
| 5 | e8 чёрная ладья · g8 чёрный король · e7 чёрная ладья · f6 белая ладья · g6 чёрная пешка · h6 белый ферзь · a5 чёрная пешка · d5 белая пешка · b4 чёрная пешка · e4 чёрная пешка · a3 белая пешка · b2 белая пешка · c2 белая пешка · f2 белая ладья · h2 белая пешка · g1 белый король | e8 чёрная ладья · g8 чёрный король · e7 чёрная ладья · f6 белая ладья · g6 чёрная пешка · h6 белый ферзь · a5 чёрная пешка · d5 белая пешка · b4 чёрная пешка · e4 чёрная пешка · a3 белая пешка · b2 белая пешка · c2 белая пешка · f2 белая ладья · h2 белая пешка · g1 белый король | e8 чёрная ладья · g8 чёрный король · e7 чёрная ладья · f6 белая ладья · g6 чёрная пешка · h6 белый ферзь · a5 чёрная пешка · d5 белая пешка · b4 чёрная пешка · e4 чёрная пешка · a3 белая пешка · b2 белая пешка · c2 белая пешка · f2 белая ладья · h2 белая пешка · g1 белый король | e8 чёрная ладья · g8 чёрный король · e7 чёрная ладья · f6 белая ладья · g6 чёрная пешка · h6 белый ферзь · a5 чёрная пешка · d5 белая пешка · b4 чёрная пешка · e4 чёрная пешка · a3 белая пешка · b2 белая пешка · c2 белая пешка · f2 белая ладья · h2 белая пешка · g1 белый король | e8 чёрная ладья · g8 чёрный король · e7 чёрная ладья · f6 белая ладья · g6 чёрная пешка · h6 белый ферзь · a5 чёрная пешка · d5 белая пешка · b4 чёрная пешка · e4 чёрная пешка · a3 белая пешка · b2 белая пешка · c2 белая пешка · f2 белая ладья · h2 белая пешка · g1 белый король | e8 чёрная ладья · g8 чёрный король · e7 чёрная ладья · f6 белая ладья · g6 чёрная пешка · h6 белый ферзь · a5 чёрная пешка · d5 белая пешка · b4 чёрная пешка · e4 чёрная пешка · a3 белая пешка · b2 белая пешка · c2 белая пешка · f2 белая ладья · h2 белая пешка · g1 белый король | e8 чёрная ладья · g8 чёрный король · e7 чёрная ладья · f6 белая ладья · g6 чёрная пешка · h6 белый ферзь · a5 чёрная пешка · d5 белая пешка · b4 чёрная пешка · e4 чёрная пешка · a3 белая пешка · b2 белая пешка · c2 белая пешка · f2 белая ладья · h2 белая пешка · g1 белый король | e8 чёрная ладья · g8 чёрный король · e7 чёрная ладья · f6 белая ладья · g6 чёрная пешка · h6 белый ферзь · a5 чёрная пешка · d5 белая пешка · b4 чёрная пешка · e4 чёрная пешка · a3 белая пешка · b2 белая пешка · c2 белая пешка · f2 белая ладья · h2 белая пешка · g1 белый король | 5 |
| 4 | e8 чёрная ладья · g8 чёрный король · e7 чёрная ладья · f6 белая ладья · g6 чёрная пешка · h6 белый ферзь · a5 чёрная пешка · d5 белая пешка · b4 чёрная пешка · e4 чёрная пешка · a3 белая пешка · b2 белая пешка · c2 белая пешка · f2 белая ладья · h2 белая пешка · g1 белый король | e8 чёрная ладья · g8 чёрный король · e7 чёрная ладья · f6 белая ладья · g6 чёрная пешка · h6 белый ферзь · a5 чёрная пешка · d5 белая пешка · b4 чёрная пешка · e4 чёрная пешка · a3 белая пешка · b2 белая пешка · c2 белая пешка · f2 белая ладья · h2 белая пешка · g1 белый король | e8 чёрная ладья · g8 чёрный король · e7 чёрная ладья · f6 белая ладья · g6 чёрная пешка · h6 белый ферзь · a5 чёрная пешка · d5 белая пешка · b4 чёрная пешка · e4 чёрная пешка · a3 белая пешка · b2 белая пешка · c2 белая пешка · f2 белая ладья · h2 белая пешка · g1 белый король | e8 чёрная ладья · g8 чёрный король · e7 чёрная ладья · f6 белая ладья · g6 чёрная пешка · h6 белый ферзь · a5 чёрная пешка · d5 белая пешка · b4 чёрная пешка · e4 чёрная пешка · a3 белая пешка · b2 белая пешка · c2 белая пешка · f2 белая ладья · h2 белая пешка · g1 белый король | e8 чёрная ладья · g8 чёрный король · e7 чёрная ладья · f6 белая ладья · g6 чёрная пешка · h6 белый ферзь · a5 чёрная пешка · d5 белая пешка · b4 чёрная пешка · e4 чёрная пешка · a3 белая пешка · b2 белая пешка · c2 белая пешка · f2 белая ладья · h2 белая пешка · g1 белый король | e8 чёрная ладья · g8 чёрный король · e7 чёрная ладья · f6 белая ладья · g6 чёрная пешка · h6 белый ферзь · a5 чёрная пешка · d5 белая пешка · b4 чёрная пешка · e4 чёрная пешка · a3 белая пешка · b2 белая пешка · c2 белая пешка · f2 белая ладья · h2 белая пешка · g1 белый король | e8 чёрная ладья · g8 чёрный король · e7 чёрная ладья · f6 белая ладья · g6 чёрная пешка · h6 белый ферзь · a5 чёрная пешка · d5 белая пешка · b4 чёрная пешка · e4 чёрная пешка · a3 белая пешка · b2 белая пешка · c2 белая пешка · f2 белая ладья · h2 белая пешка · g1 белый король | e8 чёрная ладья · g8 чёрный король · e7 чёрная ладья · f6 белая ладья · g6 чёрная пешка · h6 белый ферзь · a5 чёрная пешка · d5 белая пешка · b4 чёрная пешка · e4 чёрная пешка · a3 белая пешка · b2 белая пешка · c2 белая пешка · f2 белая ладья · h2 белая пешка · g1 белый король | 4 |
| 3 | e8 чёрная ладья · g8 чёрный король · e7 чёрная ладья · f6 белая ладья · g6 чёрная пешка · h6 белый ферзь · a5 чёрная пешка · d5 белая пешка · b4 чёрная пешка · e4 чёрная пешка · a3 белая пешка · b2 белая пешка · c2 белая пешка · f2 белая ладья · h2 белая пешка · g1 белый король | e8 чёрная ладья · g8 чёрный король · e7 чёрная ладья · f6 белая ладья · g6 чёрная пешка · h6 белый ферзь · a5 чёрная пешка · d5 белая пешка · b4 чёрная пешка · e4 чёрная пешка · a3 белая пешка · b2 белая пешка · c2 белая пешка · f2 белая ладья · h2 белая пешка · g1 белый король | e8 чёрная ладья · g8 чёрный король · e7 чёрная ладья · f6 белая ладья · g6 чёрная пешка · h6 белый ферзь · a5 чёрная пешка · d5 белая пешка · b4 чёрная пешка · e4 чёрная пешка · a3 белая пешка · b2 белая пешка · c2 белая пешка · f2 белая ладья · h2 белая пешка · g1 белый король | e8 чёрная ладья · g8 чёрный король · e7 чёрная ладья · f6 белая ладья · g6 чёрная пешка · h6 белый ферзь · a5 чёрная пешка · d5 белая пешка · b4 чёрная пешка · e4 чёрная пешка · a3 белая пешка · b2 белая пешка · c2 белая пешка · f2 белая ладья · h2 белая пешка · g1 белый король | e8 чёрная ладья · g8 чёрный король · e7 чёрная ладья · f6 белая ладья · g6 чёрная пешка · h6 белый ферзь · a5 чёрная пешка · d5 белая пешка · b4 чёрная пешка · e4 чёрная пешка · a3 белая пешка · b2 белая пешка · c2 белая пешка · f2 белая ладья · h2 белая пешка · g1 белый король | e8 чёрная ладья · g8 чёрный король · e7 чёрная ладья · f6 белая ладья · g6 чёрная пешка · h6 белый ферзь · a5 чёрная пешка · d5 белая пешка · b4 чёрная пешка · e4 чёрная пешка · a3 белая пешка · b2 белая пешка · c2 белая пешка · f2 белая ладья · h2 белая пешка · g1 белый король | e8 чёрная ладья · g8 чёрный король · e7 чёрная ладья · f6 белая ладья · g6 чёрная пешка · h6 белый ферзь · a5 чёрная пешка · d5 белая пешка · b4 чёрная пешка · e4 чёрная пешка · a3 белая пешка · b2 белая пешка · c2 белая пешка · f2 белая ладья · h2 белая пешка · g1 белый король | e8 чёрная ладья · g8 чёрный король · e7 чёрная ладья · f6 белая ладья · g6 чёрная пешка · h6 белый ферзь · a5 чёрная пешка · d5 белая пешка · b4 чёрная пешка · e4 чёрная пешка · a3 белая пешка · b2 белая пешка · c2 белая пешка · f2 белая ладья · h2 белая пешка · g1 белый король | 3 |
| 2 | e8 чёрная ладья · g8 чёрный король · e7 чёрная ладья · f6 белая ладья · g6 чёрная пешка · h6 белый ферзь · a5 чёрная пешка · d5 белая пешка · b4 чёрная пешка · e4 чёрная пешка · a3 белая пешка · b2 белая пешка · c2 белая пешка · f2 белая ладья · h2 белая пешка · g1 белый король | e8 чёрная ладья · g8 чёрный король · e7 чёрная ладья · f6 белая ладья · g6 чёрная пешка · h6 белый ферзь · a5 чёрная пешка · d5 белая пешка · b4 чёрная пешка · e4 чёрная пешка · a3 белая пешка · b2 белая пешка · c2 белая пешка · f2 белая ладья · h2 белая пешка · g1 белый король | e8 чёрная ладья · g8 чёрный король · e7 чёрная ладья · f6 белая ладья · g6 чёрная пешка · h6 белый ферзь · a5 чёрная пешка · d5 белая пешка · b4 чёрная пешка · e4 чёрная пешка · a3 белая пешка · b2 белая пешка · c2 белая пешка · f2 белая ладья · h2 белая пешка · g1 белый король | e8 чёрная ладья · g8 чёрный король · e7 чёрная ладья · f6 белая ладья · g6 чёрная пешка · h6 белый ферзь · a5 чёрная пешка · d5 белая пешка · b4 чёрная пешка · e4 чёрная пешка · a3 белая пешка · b2 белая пешка · c2 белая пешка · f2 белая ладья · h2 белая пешка · g1 белый король | e8 чёрная ладья · g8 чёрный король · e7 чёрная ладья · f6 белая ладья · g6 чёрная пешка · h6 белый ферзь · a5 чёрная пешка · d5 белая пешка · b4 чёрная пешка · e4 чёрная пешка · a3 белая пешка · b2 белая пешка · c2 белая пешка · f2 белая ладья · h2 белая пешка · g1 белый король | e8 чёрная ладья · g8 чёрный король · e7 чёрная ладья · f6 белая ладья · g6 чёрная пешка · h6 белый ферзь · a5 чёрная пешка · d5 белая пешка · b4 чёрная пешка · e4 чёрная пешка · a3 белая пешка · b2 белая пешка · c2 белая пешка · f2 белая ладья · h2 белая пешка · g1 белый король | e8 чёрная ладья · g8 чёрный король · e7 чёрная ладья · f6 белая ладья · g6 чёрная пешка · h6 белый ферзь · a5 чёрная пешка · d5 белая пешка · b4 чёрная пешка · e4 чёрная пешка · a3 белая пешка · b2 белая пешка · c2 белая пешка · f2 белая ладья · h2 белая пешка · g1 белый король | e8 чёрная ладья · g8 чёрный король · e7 чёрная ладья · f6 белая ладья · g6 чёрная пешка · h6 белый ферзь · a5 чёрная пешка · d5 белая пешка · b4 чёрная пешка · e4 чёрная пешка · a3 белая пешка · b2 белая пешка · c2 белая пешка · f2 белая ладья · h2 белая пешка · g1 белый король | 2 |
| 1 | e8 чёрная ладья · g8 чёрный король · e7 чёрная ладья · f6 белая ладья · g6 чёрная пешка · h6 белый ферзь · a5 чёрная пешка · d5 белая пешка · b4 чёрная пешка · e4 чёрная пешка · a3 белая пешка · b2 белая пешка · c2 белая пешка · f2 белая ладья · h2 белая пешка · g1 белый король | e8 чёрная ладья · g8 чёрный король · e7 чёрная ладья · f6 белая ладья · g6 чёрная пешка · h6 белый ферзь · a5 чёрная пешка · d5 белая пешка · b4 чёрная пешка · e4 чёрная пешка · a3 белая пешка · b2 белая пешка · c2 белая пешка · f2 белая ладья · h2 белая пешка · g1 белый король | e8 чёрная ладья · g8 чёрный король · e7 чёрная ладья · f6 белая ладья · g6 чёрная пешка · h6 белый ферзь · a5 чёрная пешка · d5 белая пешка · b4 чёрная пешка · e4 чёрная пешка · a3 белая пешка · b2 белая пешка · c2 белая пешка · f2 белая ладья · h2 белая пешка · g1 белый король | e8 чёрная ладья · g8 чёрный король · e7 чёрная ладья · f6 белая ладья · g6 чёрная пешка · h6 белый ферзь · a5 чёрная пешка · d5 белая пешка · b4 чёрная пешка · e4 чёрная пешка · a3 белая пешка · b2 белая пешка · c2 белая пешка · f2 белая ладья · h2 белая пешка · g1 белый король | e8 чёрная ладья · g8 чёрный король · e7 чёрная ладья · f6 белая ладья · g6 чёрная пешка · h6 белый ферзь · a5 чёрная пешка · d5 белая пешка · b4 чёрная пешка · e4 чёрная пешка · a3 белая пешка · b2 белая пешка · c2 белая пешка · f2 белая ладья · h2 белая пешка · g1 белый король | e8 чёрная ладья · g8 чёрный король · e7 чёрная ладья · f6 белая ладья · g6 чёрная пешка · h6 белый ферзь · a5 чёрная пешка · d5 белая пешка · b4 чёрная пешка · e4 чёрная пешка · a3 белая пешка · b2 белая пешка · c2 белая пешка · f2 белая ладья · h2 белая пешка · g1 белый король | e8 чёрная ладья · g8 чёрный король · e7 чёрная ладья · f6 белая ладья · g6 чёрная пешка · h6 белый ферзь · a5 чёрная пешка · d5 белая пешка · b4 чёрная пешка · e4 чёрная пешка · a3 белая пешка · b2 белая пешка · c2 белая пешка · f2 белая ладья · h2 белая пешка · g1 белый король | e8 чёрная ладья · g8 чёрный король · e7 чёрная ладья · f6 белая ладья · g6 чёрная пешка · h6 белый ферзь · a5 чёрная пешка · d5 белая пешка · b4 чёрная пешка · e4 чёрная пешка · a3 белая пешка · b2 белая пешка · c2 белая пешка · f2 белая ладья · h2 белая пешка · g1 белый король | 1 |
|   | a | b | c | d | e | f | g | h |   |

Сталин поддерживал шахматное движение в СССР и активно интересовался его достижениями на международной арене. Преобладает мнение, что это объясняется политическими причинами и его личными симпатиями к отдельным шахматистам. Предполагают, что он рассчитывал отвлечь таким образом часть интеллигенции от инакомыслия. Бесспорно, что Сталин уважал шахматы как часть мировой культуры и использовал это для укрепления авторитета СССР. Сталин способствовал поездкам выдающихся советских шахматистов за рубеж, что для других категорий граждан было в то время весьма затруднительно.
В 1925 году при обсуждении в Политбюро ЦК ВКП(б) проблемы проведения в Москве Международного шахматного турнира (с участием чемпиона мира Капабланки и экс-чемпиона Эм. Ласкера) Сталин решительно высказался в пользу положительного решения, хотя оппоненты указывали на большие расходы, которые потребует проведение турнира. В отдельных случаях нельзя исключать, что он лично наблюдал за шахматными поединками на турнирах 1925 и 1935 года (соответственно, проходивших в гостинице Метрополь и в Музее изящных искусств), хотя и делал это инкогнито, скрываясь за занавесом. Вторая жена Хосе Рауля Капабланки О. Е. Капабланка-Кларк (в девичестве — Чагодаева) сообщила доктору исторических наук А. Сизоненко в Нью-Йорке в январе 1991 года, что после возвращения с Московского турнира 1936 года Капабланка рассказывал ей, что на одном из туров в Колонном зале за игрой из-за портьеры наблюдал Сталин. После тура Капабланку представили Сталину. Кубинец пожаловался, что советские участники играют с ним в полную силу, а с лидером турнира советским гроссмейстером Михаилом Ботвинником — не в полную силу. Сталин заявил, что такого больше не будет. После этого ситуация, со слов Капабланки, резко изменилась. Газета «Нью-Йорк Таймс» опубликовала письмо Капабланки-Кларк, в котором она подтверждает достоверность этой истории в письменном виде.
По словам Ботвинника, опирающегося, очевидно, на рассказ самого кубинского гроссмейстера, Сталин имел длительную беседу с Капабланкой, поздравил кубинца с победой в турнире, интересовался его мнением об игре советских шахматистов, в первую очередь Ботвинника. На вопрос Сталина, может ли Ботвинник стать чемпионом мира, Капабланка ответил утвердительно. Капабланка восторженно отозвался о высоком интересе, который советские люди проявляют к шахматам, о внимании советского руководства к развитию шахмат в стране. Сталин был доволен такой оценкой. Будучи дипломатом, Капабланка пытался обсудить, пользуясь случаем, вопрос поставок на Кубу советской нефти и другого сырья в обмен на сахар, но Сталин уклонился от обсуждения. Писатель и публицист Феликс Медведев попросил экс-чемпиона мира Анатолия Карпова прокомментировать сообщения Капабланки-Кларк и Ботвинника, тот дал уклончивый ответ: «Я, к сожалению, не знал, что Сталин интересовался шахматами. Вообще почти ничего не известно об отношении вождя к этой игре». Известный историк шахмат Эдвард Уинтер также с осторожностью подходил к сообщению Капабланки-Кларк, отмечал, что с её же слов она плохо помнила детали и что сообщения её об этом событии отличаются друг от друга.
В книге «К достижению цели» Ботвинник пишет, что сразу же после окончания турнира (он разделил первое место с Капабланкой) ему позвонил сотрудник журнала «64» и сказал, что получено его письмо Сталину, и редакция хочет, «чтобы избежать неточностей», прочитать его автору. Ботвинник понял — «всё это организовал Крыленко, он понимал, что я из скромности писать письмо Сталину не буду, а отсутствие письма может нанести ущерб шахматам», текст телеграммы он утвердил.
В записке, составленной Николаем Крыленко и адресованной Сталину, цитировалась телеграмма, пришедшая в 1935 году от Александра Алехина, в которой чемпион мира, считавшийся в СССР белоэмигрантом, поздравлял советских шахматистов с праздником Октябрьской революции. В телеграмме был следующий текст:

«Не только как многолетний шахматный работник, но и как человек, понявший всю глубину того, что сделано в СССР в области культуры, шлю свои искренние поздравления шахматистам Советского Союза с XVIII годовщиной Октябрьской революции. Александр Алехин»— Котов А. А. Александр Алехин
К тексту Крыленко приложил комментарий: «Печатая телеграмму нынешнего чемпиона мира белогвардейца Алехина, редакция „Известий“ считает нужным отметить, что политическое предательство и ренегатство не искупается так легко, как, видимо, полагает гр. Алехин… Надо уметь на деле доказать осознание своей вины и готовность загладить её. Без этого никакие таланты не спасут Алехина от того заслуженного презрения, с которым к нему относятся в СССР. Просьба сообщить Ваши указания по настоящему поводу». Резолюция Сталина гласила: «Предлагаю телеграмму Алехина напечатать без комментариев. Сталин».

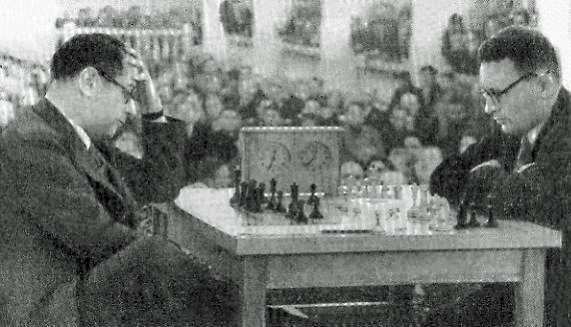
Партия Капабланки против Ботвинника на Московском международном турнире 1936 года

В 1935 и 1936 годах чемпион мира Алехин отправил в Москву несколько покаянных писем, в них он писал о своих ошибках по отношению к советской власти, о том, что за последние годы его «равнодушное отношение к гигантскому росту советских достижений превратилось в восторженное». Ответа на свои письма Алехин не получил. В искренность его раскаяния Сталин не верил, к тому же ему нужен был другой чемпион — молодой, воспитанный именно советской властью, идейный коммунист. Такого человека он видел в Михаиле Ботвиннике. Его Сталин поддерживал до самой своей смерти. Однако И. М. Гронский (в то время — редактор газеты «Известия») рассказывал, что Сталин посылал его за рубеж с заданием вернуть в СССР Александра Алехина. Алехин не вернулся.
Несмотря на значительное внимание Сталина к шахматному движению и покровительство ему, в ходе репрессий пострадали видные его деятели: председатель «Объединения любителей шахматных задач и этюдов» Всероссийской шахматной секции (в 1926—1930 годах) Лазарь Залкинд, он был осуждён на восемь лет лагерей по делу «Союзного бюро ЦК меньшевиков», Михаил Барулин, секретарь Центральной комиссии по шахматной композиции (умер в ГУЛАГе в 1943 году). В июле 1938 года был расстрелян председатель исполкома Всесоюзной шахматно-шашечной секции Николай Крыленко. Проводились репрессии и в отношении шахматистов в провинции.
Шахматисты стали первыми советскими спортсменами, кому Сталин разрешил во II половине 1930-х участвовать в международных профессиональных соревнованиях за границей. В 1936 году 25-летний Ботвинник разделил вместе с Капабланкой первое место на престижном турнире в английском городе Ноттингем. В ноябре 1938 года в Голландии прошёл турнир (АВРО-турнир 1938 года), организованный местной радиокомпанией AVRO. Ботвинник занял третье место, но в личных поединках он победил и Алехина, и Капабланку, пресса в СССР приравнивала его к Валерию Чкалову, Алексею Стаханову и Ивану Папанину. В Голландии Ботвинник провёл (как он утверждал впоследствии, на свой страх и риск) секретные переговоры с Алехиным. Тот выдвинул свои условия: матч должен пройти в Москве (хотя допускалась и другая страна, играть отказывался Алехин только в Голландии), призовой фонд — 10 000 долларов, из которых 2/3 получал победитель. Вернувшись домой, Ботвинник получил одобрение своей инициативы от Сталина (Ботвинник любил читать друзьям правительственную телеграмму, дающую ему разрешение вызвать Алехина на единоборство, с грузинским акцентом; хотя подписана она была главой правительства Вячеславом Молотовым, шахматист считал, что её стиль выдаёт Сталина), но началась война, сорвавшая матч. Вторая половина Матча-турнира за звание чемпиона мира по шахматам 1948 года прошла с большими затратами в Москве. Ботвинник стал чемпионом мира в результате победы на нём.
В 1945 году Сталин просил передать советским шахматистам, разгромившим американцев со счётом 15,5:4,5 в радиоматче СССР — США, своё восхищение в формулировке: «Молодцы, ребята!». Марк Тайманов писал, что в 1952 году был потрясён вниманием Сталина к шахматам. В Великобритании должен был состояться первый шахматный чемпионат мира среди студентов. Была дана команда обеспечить победу. Представлять СССР должны были Тайманов и Давид Бронштейн. Перед отправкой в Ливерпуль в ЦК ВЛКСМ их предупредили: «Вы должны занять только первые места. Знаете, кто подписал вашу командировку?». Оказалось, что это был сам Сталин.
Упоминание огромной роли лично Сталина в развитии шахматного движения было общепринятым штампом в средствах массовой информации, мемуаристике и беллетристике этого времени. Оно воспринималось как неотъемлемая часть культуры советского общества:

«Я рассказываю о том, как заботятся советское правительство, коммунистическая партия, лично товарищ Сталин о культуре народа, говорю об истории шахмат в России и за рубежом…

Мы должны и в дальнейшем развивать шахматы в нашей стране, приобщить к шахматам новые слои трудящихся как в городе, так и на селе; наши лучшие мастера должны играть ещё сильнее и создавать ещё более художественные ценности во славу нашей отчизны, советского народа, большевистской партии и великого Сталина».— Михаил Ботвинник. Советская шахматная школа (популярный очерк).

## Партия с Николаем Ежовым
Большинство российских исследователей сходится во мнении, что первое упоминание о данной партии и публикация её записи появились во втором томе вышедшей в 1987 году первой польской шахматной энциклопедии «Szachy od A do Z» (однако встречаются и утверждения, что она впервые появилась с комментариями автора в «Шахматной энциклопедии» Гарри Голомбека, вышедшей даже раньше — в 1977 году). Авторы Владислав Литманович и Ежи Гижицкий работали над сбором и оформлением информации для неё в течение 11 лет — с 1972 до 1983 год. Особое внимание авторы уделили истории шахмат и связи шахмат с искусством. Затем партия разошлась по страницам средств массовой информации Западной Европы, попала в энциклопедические справочники и широко комментировалась профессиональными шахматистами. Значительная их часть воспринимала партию как подлинную. В подобных заметках сообщается, будто в 1926 году генеральный секретарь ЦК ВКП(б) Сталин в результате блестящей комбинации выиграл партию у Н. И. Ежова. Шахматисты начали партию сицилианской защитой. Сталин играл в атакующем стиле, у чёрных, которыми играл Ежов, сложилось тяжёлое положение. На семнадцатом и восемнадцатом ходах он допустил грубые ошибки, а на тридцать седьмом был вынужден сдаться.
Встречается мнение (его сторонником является Эдвард Уинтер), что партия была перепечатана в «Шахматном словаре» Франсуа Ле Лионне и Эрнста Маже, вышедшем в Париже в 1967 году, из работы «Удовольствие от шахмат» Герхарда Геншеля, датированной 1959 годом. Эдвард Уинтер, державший книгу в руках, утверждает, что «1926» — единственная дата, которая появляется на этих страницах, но её контекст не имел ничего общего с ответом на вопрос, когда происходила шахматная партия. В самом деле, Геншель только пишет, что партия была давней (Сталин сыграл её «kurz nach seiner Flucht aus der sibirischen Verbannung» — «вскоре после его выхода из сибирской ссылки»). Через две страницы он заявляет, что партия была сыграна примерно пятьюдесятью годами ранее («Wenn wir bedenken, dass die Partie schon vor rund 50 Jahren gespielt wurde…» — «Если учесть, что игра была сыграна около 50 лет назад…»). Геншель пишет: «Партия, записанная здесь, привлекла наше внимание только случайно. Старый помощник Ленина, имя которого, к сожалению, неизвестно, записал её по памяти». Сам Уинтер считает, что книга Геншеля изобилует ошибками.
Впервые пристальному критическому анализу подверг сообщение международный мастер Кшиштоф Пытель в журнале «Политика». Он считает его фальсификацией. По его мнению, вариант сицилианской защиты, разыгранный в партии, вошёл в турнирную практику намного позже 1926 года (так называемое «продолжение Найдорфа» — 1.e4 c5 2.Kf3 d6 3.d4 cd 4.K:d4 Kf6 5.Kc3 a6 6.Ce2 e6 в схевенингенском варианте, ход 5…a6 активно применялся в 1930-е годы, хотя партия (якобы) была сыграна в 1926 году), а ошибки, допущенные Ежовым в партии, не соответствуют общему уровню игры, который демонстрируют чёрные. По мнению Юрия Авербаха, придумал эту партию фальсификатор, являвшийся шахматистом высокой квалификации, она вполне может ввести в заблуждение даже специалистов. В 1926 году, которым датирована партия, Ежов ещё не работал в Москве. Он тогда занимал третьестепенные должности в провинции и не был знаком со Сталиным. По утверждению авторитетного историка спецслужб СССР и России А. И. Колпакиди, знакомство Ежова со Сталиным произошло только в ноябре 1930 года, когда и начался его стремительный карьерный рост.
Партия Иосиф Сталин — Николай Ежов.

1.е4 с5 2.Кf3 d6 3.d4 сd 4.К:d4 Кf6 5.Кс3 Кbd7 6.Се2 а6 7.0-0 е6 8.f4 b5 9.а3 Сb7 10.Сf3 Фb6 11.Се3 Фс7 12.Фе2 Се7 13.g4 Кс5 14.Фg2 0-0 15.Лаd1 Лfе8 16.g5 Кfd7 17.Лd2 е5 18.Кf5 Ке6 19.К:е7+ Л:е7 20.f5 Кd4 21.f6 Лее8 22.Сh5 g6 23.С:g6 hg 24.Фh3 Ке6 25.Фh6 Фd8 26.Лf3 К:f6 27.gf Лс8 28.Лdf2 Ф:f6 29.Л:f6 Лс7 30.Кd5 С:d5 31.еd Кf8 32.Сg5 Кh7 33.Л:d6 е4 34.Се3 Лсе7 35.Сd4 f6 36.С:f6 К:f6 37.Лd: f6, чёрные сдались— Партия Иосиф Сталин — Николай Ежов в базе Chessgames.com.
Американский журналист Кристофер Бим выдвинул гипотезу, что Сталин сам стал инициатором фальсификации, чтобы укрепить свою репутацию.

## В литературе и изобразительном искусстве
Сталин в качестве шахматиста предстаёт неоднократно на карикатурах 1940—1949 годов, созданных ирландским художником Лесли Гилберта Иллингвортом (1902—1979). Противниками его выступают на разных изображениях Франклин Делано Рузвельт и Адольф Гитлер. Также шахматы представлены на политической карикатуре художника из Новой Зеландии Дэвида Лоу (1891—1963, «Evening Standard», 19 февраля 1946).
Гроссмейстер Леонид Шамкович утверждал, что в довоенном шахматном клубе Ростова висело большое полотно «Товарищ Сталин за игрой в шахматы». У Сталина, игравшего белыми, была изображена атакующая позиция, соперник художником не был изображён, виднелся лишь принадлежавший ему локоть.
Сюжет игры в шахматы Сталина неоднократно привлекал внимание деятелей культуры. Писатель Успенский В. Д. в книге «Тайный советник вождя» пишет: «Играл он действительно хорошо. Сочетание двух особенностей способствовало ему. Быстрая реакция, умение точно оценить тактическую обстановку сразу после хода противника, даже очень коварного хода. И врождённая способность заглядывать вперёд, думать о последствиях, мысленно прокатывать различные варианты, учитывая технические, материальные и моральные возможности соперника — это уже стратегия. Но играл Сталин неровно, в зависимости от настроения, от отношения к человеку у противоположной стороны доски… Когда Иосиф Виссарионович выигрывал, он начинал подозревать соперника в том, что тот поддаётся ему, и подозревал зачастую не без оснований. Если же проигрывал раз за разом, то злился, раздражался, подсознательно затаивал неприязнь. Это потом сказывалось».
Российское комедийное телешоу «6 кадров», выходившее в 2005—2014 годах на каналах РЕН ТВ и СТС, представило скетч «Товарищ Сталин и шахматы», в котором противником генерального секретаря ЦК за шахматной доской выступает Александр Алехин.

## Шахматные раритеты, связанные со Сталиным
Один из немногих шахматных комплектов, который принадлежал Сталину, находится на его даче в Сочи. Он сильно пострадал от пребывания на открытой веранде, где он размещён в экспозиции. В Москве, в музее «Мемориальный комплекс „Запасной командный пункт Верховного Главнокомандующего“» находится игра, по своим правилам, вероятно, напоминавшая шахматы. Предположительно, это подарок Сталину от Войска Польского (однако дата создания и подарка неизвестна, документов, касающихся мотивов подарка и личности дарителя, не сохранилось), условно называется она «МОМ» (что, как предполагают, происходит от некоего сокращения польских слов, обозначающих в переводе «Военно-оборонительная игра»). Шестиугольный стол с круглой игровой доской, стулья и фигуры представляют собой единый мебельный гарнитур. Круглая доска покрыта сеткой переплетающихся линий. Именно по ним могут двигаться фигуры. Сами фигуры (столбики на высоких цоколях) символизируют пехоту, танки и авиацию. Круг, который можно видеть на доске, по всей видимости, обозначает столицу вражеского государства. Играть должны были минимум четыре человека вместе против общего противника или друг против друга. Правила игры неизвестны. Писатель-фантаст и специалист по истории настольных игр Дмитрий Скирюк настаивает, что повреждения на фигурах и отсутствие одной из них в комплекте свидетельствует, что в эти шахматы активно играли.
В 1945 году Сталину в подарок от американских шахматистов была передана курительная трубка (мастер Хетцер Харток), сохранившаяся до нашего времени. Трубка была сделана из бриара, а мундштук — из эбонита. Её украшали резные фигурки Сталина и Гарри Трумэна за шахматной доской. Сувенирные шахматы «Ледовое побоище» были переданы в подарок И. В. Сталину к 69-летию со дня рождения от тульского оружейника В. Б. Соколова.
Сохранилось значительное количество фотографий, запечатлевших портрет Сталина над сценой, на которой проходит очередной тур представительного шахматного турнира.